# Malou Prytz
Pour les articles homonymes, voir Prytz.
Malou Trasthe Prytz (née le 6 mars 2003) est une chanteuse suédoise.

## Biographie
Malou Prytz a participé au Melodifestivalen 2019 avec la chanson I Do Me. Elle se qualifie pour la finale où sa chanson se classe dernière.
L'année suivante, elle participe au Melodifestivalen 2020 avec la chanson Ballerina qui atteint l' Andra Chansen mais échoue à se qualifier en finale.
Elle participe également au Melodifestivalen 2022 et 2025 avec les chansons Bananas et 24K Gold, qui se font éliminer de leurs demi-finales respectives.

## Discographie

### EP
- Enter (2019)

### Singles
| I Do Me                     | 2019 | 10 | Enter        |
| Left & Right                | 2019 | —  | Enter        |
| Ballerina                   | 2020 | 40 | Single isolé |
| Bananas                     | 2022 | 51 | Single isolé |
| 24K Gold                    | 2025 | 27 | Single isolé |
| "—" signifie « non classé » |      |    |              |